# Hässleholm Hurricanes
Hässleholm Hurricanes är en idrottsförening för amerikansk fotboll från Hässleholm som spelat i division 1 södra. Föreningen bildades sommaren 2005 av ett gäng som spelat amerikansk fotboll under många år, bland annat i det tidigare laget Hässleholm Red Wings under 1990-talet och C4-Lions från Kristianstad.
Första säsongen i seriespel var 2006 i division 2 södra. De slutade på en femte plats. 2009 slutade de på en andra plats i division 2.
Hurricanes spelade säsongen 2014 i division 1 södra.
Under 2015 vann Hurricanes 8/9 matcher i division 1 södra.
2018 valde klubben att för första gången inte deltaga i seriespel på grund av för få spelare och satsar på att bygga upp klubben igen med deltagande i det relativt nya och förenklade spelsystemet Easy Football.